# 二熊案
二熊案，又称熊紫平、熊北平强奸案，是文化大革命期间发生、文革结束后审查并判决的一起恶性强奸案件。
案件的主犯熊北平、熊紫平为中国人民解放军少将、曾任二十军军长兼浙江省军区司令员的熊应堂之子。此案的审查与判决被中国共产党内部主持改革开放的一派着重宣传，带有浓重的政治色彩。

## 经过
熊北平、熊紫平为孪生兄弟，1972年，熊紫平在上海养病期间，强奸一人。1973年，熊北平、熊紫平退伍回杭州。1974年供职于杭州重型机械厂和杭州制氧机厂，纠结马少华、钱永敏等人，在四年时间内结伙强奸、轮奸、奸污、猥亵妇女达百余人。此案发生于文化大革命期间，因为犯罪人身份特殊，当地司法机关无法干涉军方人员，导致案件长期无法推进。
随着文革的结束，案件得以公诸于众。1979年11月7日，《浙江日报》刊登通讯《罪恶的“熊窝”》，落款为“本报记者”（实际撰稿人为沈耕霖）。11月14日，杭州市六千多人参加了公判大会。熊紫平被判死刑；熊北平被判死缓，后在狱中自杀。《浙江日报》为此事发表的多篇评论员文章被《人民日报》转载。